# Județul Bihor
Județul Bihor (în maghiară Bihar megye, în slovacă Bihárska župa, în germană Kreis Bihar sau Kreis Bihor) este un județ din Crișana situat în nord-vestul României. Numele l-a primit de la cetatea Biharia. În prezent, reședința de județ se află la Oradea.

## Demografie
Conform recensământului din 2021, Bihorul are o populație de 551.297 și o densitate de 71 persoane pe kilometru pătrat, sub media națională de densitate (93/km²). Din punct de vedere etnic în județul Bihor conform recensământului din 2021 sunt 347.148 români, 112.387 maghiari, 36.837 romi și 4.860 slovaci, pentru 48.428 de persoane nu există date.
Județul avea în anul  2002, 291.613 de bărbați și 308.610 de femei. Cetățenii străini, în număr de 909, reprezentau 0.15% din populație.
Bihor - evoluția demografică

|  | Graficele sunt indisponibile din cauza unor probleme tehnice. Mai multe informații se găsesc la Phabricator și la wiki-ul MediaWiki. |

Date: Recensăminte sau birourile de statistică - grafică realizată de Wikipedia

| 1948    | 1956    | 1966    | 1977    | 1992    | 2002     | 2011    | 2021    |
| ------- | ------- | ------- | ------- | ------- | -------- | ------- | ------- |
| 536.323 | 574.488 | 586.460 | 633.094 | 638.863 | 600.246  | 575.398 | 551.297 |
|         | 7,12% ▲ | 2,08% ▲ | 7,95% ▲ | 0,91% ▲ | -6,04% ▼ | -4,14%▼ | -4,19%▼ |

### Structura etnică

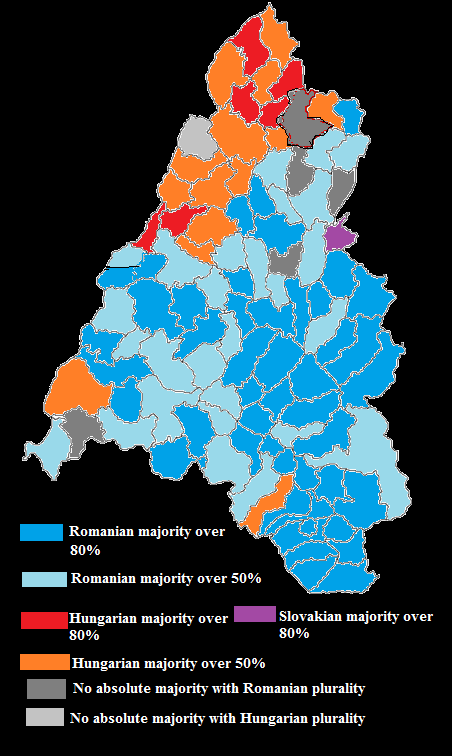
Harta etnică a Județului Bihor, bazată pe recensâmăntul din 2011.

Următoarele grupuri etnice compuneau populația județului Bihor, în 2002:
Următoarele grupuri etnice compuneau populația județului Bihor, în 2011:

### Structura confesională
Conform recensământului din 2002, populația județului Bihor avea următoarea apartenență confesională:

## Geografie
Județul are o suprafață de 7,544 km², fiind întins între 46°23'48" și 47°35'21" latitudine nordică și între 21°26'06" și 22°48'39" longitudine estică. Principalele unități de relief sunt Câmpia de Vest, Dealurile de Vest, Munții Plopișului, Munții Pădurea Craiului, Munții Bihor și parțial Munții Vlădeasa. Altitudine maximă: vf. Bihorul (Cucurbata Mare) 1849 m, vf. Buteasa 1792 m, vf. Briței 1759 m , vf. Cârligați 1694 m. Principalele cursuri de apă: Crișul Negru, Crișul Repede, Barcău. Principalele lacuri: Pețea (carstic și de baraj antropic), Cefa, Mădăras, Homorog (heleșteie).

## Stema județului

Stema județului Bihor

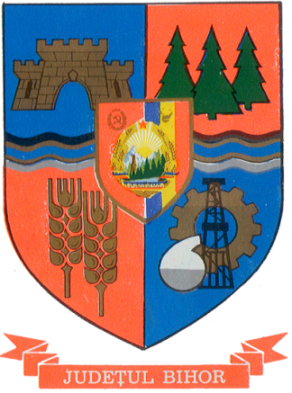
Stema județului Bihor in perioada comunistă

Este adoptată prin Hotărârea Guvernului nr. 684 din 30 septembrie 1998 și publicată în Monitorul Oficial nr. 416 din 15 octombrie 1998.
Descrierea stemei:
Stema județului Bihor se compune dintr-un scut sfertuit; în primul cartier, pe fond roșu, se află un turn crenelat de culoare neagră, zidit, de argint, dotat cu o fereastră și o poartă închisă. În cartierul secund, pe fond albastru, se află cinci spice de grâu legate cu o panglică, toate de aur. În cartierul trei, pe fond albastru, se află un ciorchine de strugure cu o frunză de viță, ambele de argint.
Cartierul patru, pe fond roșu, cuprinde un hrisov natural, răsucit la capete în sensuri opuse, validat cu o pecete roșie, prinsă cu șnur răsucit, roșu și negru. Trei brâuri undate, dintre care cel din mijloc mai lat, separate de două benzi albastre, broșează peste linia orizontală. Brâul din mijloc conține trei pești negri.
Semnificația elementelor însumate:
Turnul crenelat evocă vechea cetate a lui Menumorut. Spicele și frunza de viță simbolizează hărnicia locuitorilor acestor meleaguri și ponderea importantă pe care a avut-o agricultura în economia județului. Hrisovul evocă multitudinea documentelor care atestă spiritualitatea locuitorilor din zonă. Cele trei brâuri argintii simbolizează cele trei Crișuri, precum și bogăția piscicolă a apelor.

## Politica
Județul Bihor este administrat de un consiliu județean format din 34 consilieri. În urma alegerilor locale din 2024, consiliul este prezidat de Ilie Bolojan de la PNL, iar componența politică a Consiliului este următoarea:
|  | Partid                                 | Consilieri | Componența Consiliului | Componența Consiliului | Componența Consiliului | Componența Consiliului | Componența Consiliului | Componența Consiliului | Componența Consiliului | Componența Consiliului | Componența Consiliului | Componența Consiliului | Componența Consiliului | Componența Consiliului | Componența Consiliului | Componența Consiliului | Componența Consiliului | Componența Consiliului | Componența Consiliului | Componența Consiliului |
|  | -------------------------------------- | ---------- | ---------------------- | ---------------------- | ---------------------- | ---------------------- | ---------------------- | ---------------------- | ---------------------- | ---------------------- | ---------------------- | ---------------------- | ---------------------- | ---------------------- | ---------------------- | ---------------------- | ---------------------- | ---------------------- | ---------------------- | ---------------------- |
|  | Partidul Național Liberal              | 18         |                        |                        |                        |                        |                        |                        |                        |                        |                        |                        |                        |                        |                        |                        |                        |                        |                        |                        |
|  | Partidul Social Democrat               | 7          |                        |                        |                        |                        |                        |                        |                        |                        |                        |                        |                        |                        |                        |                        |                        |                        |                        |                        |
|  | Uniunea Democrată Maghiară din România | 7          |                        |                        |                        |                        |                        |                        |                        |                        |                        |                        |                        |                        |                        |                        |                        |                        |                        |                        |
|  | Alianța pentru Unirea Românilor        | 2          |                        |                        |                        |                        |                        |                        |                        |                        |                        |                        |                        |                        |                        |                        |                        |                        |                        |                        |

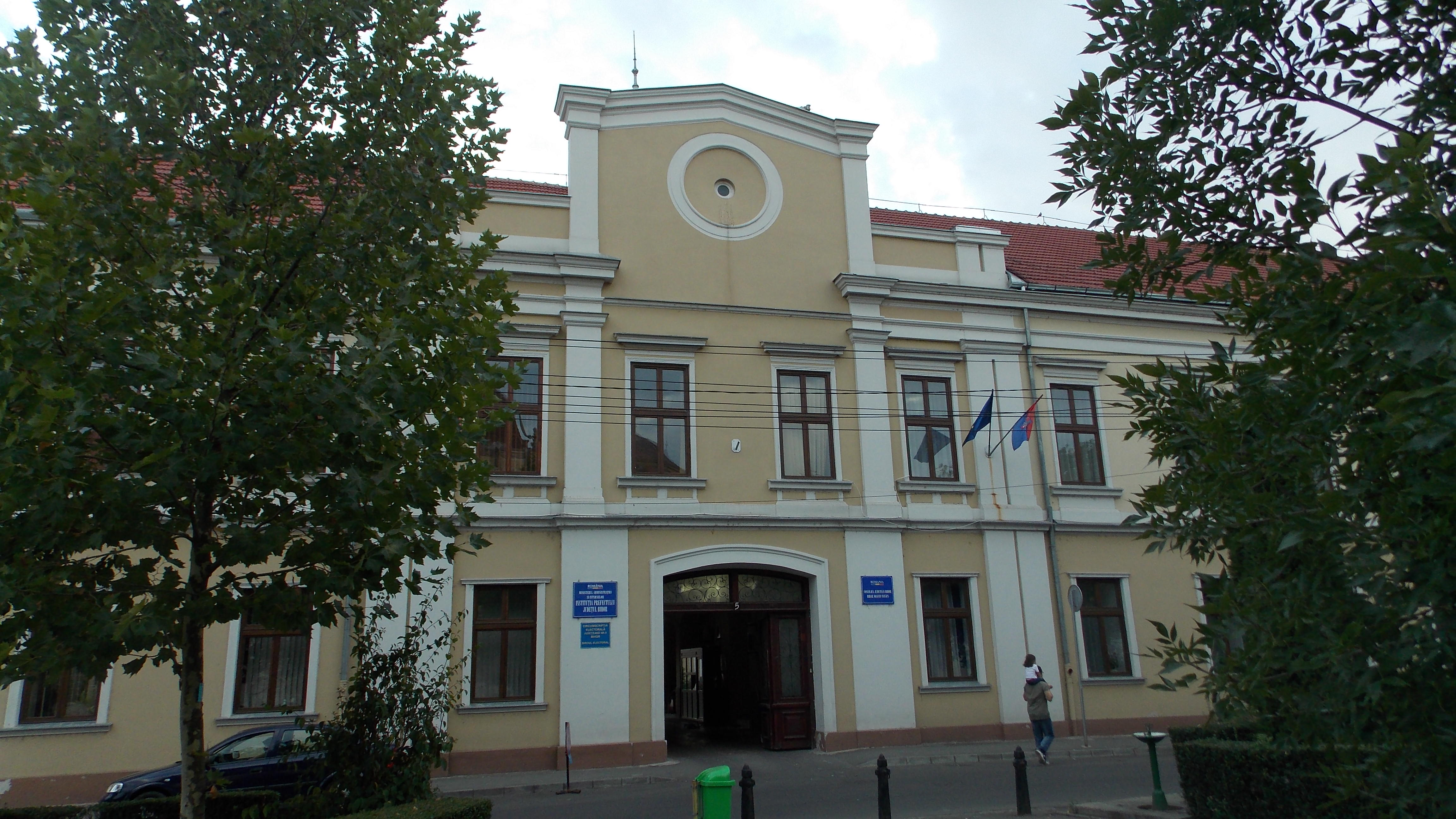
Prefectura Oradea

În România, guvernul desemnează o persoană cu titlul de prefect, pentru a fi reprezentantul său în teritoriu. Instituția pe care o conduce acesta este Prefectura. Din 18 decembrie 2019, guvernul este reprezentat în județul Bihor prin prefectul Dumitru Țiplea.
Consiliul județean este autoritatea administrației publice locale, constituită la nivel județean, pentru coordonarea activității consiliilor comunale și orășenești, în vederea realizării serviciilor publice de interes județean. Consiliul județean este compus din consilieri aleși prin vot universal, egal, direct, secret și liber exprimat, în condițiile stabilite de Legea privind alegerile locale. În urma alegerilor locale din  2020, președinte al consiliului județean a devenit Ilie Bolojan, din partea Partidului Național Liberal. Componența consiliului județean este următoarea:
|  | Partid                                 | Consilieri | Componența Consiliului | Componența Consiliului | Componența Consiliului | Componența Consiliului | Componența Consiliului | Componența Consiliului | Componența Consiliului | Componența Consiliului | Componența Consiliului | Componența Consiliului | Componența Consiliului | Componența Consiliului | Componența Consiliului | Componența Consiliului | Componența Consiliului | Componența Consiliului | Componența Consiliului | Componența Consiliului | Componența Consiliului | Componența Consiliului | Componența Consiliului | Componența Consiliului |
|  | -------------------------------------- | ---------- | ---------------------- | ---------------------- | ---------------------- | ---------------------- | ---------------------- | ---------------------- | ---------------------- | ---------------------- | ---------------------- | ---------------------- | ---------------------- | ---------------------- | ---------------------- | ---------------------- | ---------------------- | ---------------------- | ---------------------- | ---------------------- | ---------------------- | ---------------------- | ---------------------- | ---------------------- |
|  | Partidul Național Liberal              | 22         |                        |                        |                        |                        |                        |                        |                        |                        |                        |                        |                        |                        |                        |                        |                        |                        |                        |                        |                        |                        |                        |                        |
|  | Uniunea Democrată Maghiară din România | 6          |                        |                        |                        |                        |                        |                        |                        |                        |                        |                        |                        |                        |                        |                        |                        |                        |                        |                        |                        |                        |                        |                        |
|  | Partidul Social Democrat               | 6          |                        |                        |                        |                        |                        |                        |                        |                        |                        |                        |                        |                        |                        |                        |                        |                        |                        |                        |                        |                        |                        |                        |

## Diviziuni administrative
Județul este format din 101 unități administrativ-teritoriale: 4 municipii, 6 orașe și 91 de comune.
Lista de mai jos conține unitățile administrativ-teritoriale din județul Bihor.
| Stemă              | Nume               | Tip de localitate            | Populație          | Imagine            |
| Municipii și orașe | Municipii și orașe | Municipii și orașe           | Municipii și orașe | Municipii și orașe |
| ------------------ | ------------------ | ---------------------------- | ------------------ | ------------------ |
|                    | Beiuș              | municipiu                    | 10.667             |                    |
|                    | Marghita           | municipiu                    | 15.770             |                    |
|                    | Oradea             | municipiu reședință de județ | 196.367            |                    |
|                    | Salonta            | municipiu                    | 17.735             |                    |
|                    | Aleșd              | oraș                         | 10.066             |                    |
|                    | Nucet              | oraș                         | 2.165              |                    |
|                    | Săcueni            | oraș                         | 11.526             |                    |
|                    | Valea lui Mihai    | oraș                         | 9.902              |                    |
|                    | Vașcău             | oraș                         | 2.315              |                    |
|                    | Ștei               | oraș                         | 7.040              |                    |
| Comune             |                    |                              |                    |                    |
|                    | Abram              | comună                       | 2.808              |                    |
|                    | Abrămuț            | comună                       | 3.071              |                    |
|                    | Aușeu              | comună                       | 3.033              |                    |
|                    | Avram Iancu        | comună                       | 3.316              |                    |
|                    | Aștileu            | comună                       | 3.561              |                    |
|                    | Balc               | comună                       | 3.281              |                    |
|                    | Batăr              | comună                       | 4.920              |                    |
|                    | Biharia            | comună                       | 4.205              |                    |
|                    | Boianu Mare        | comună                       | 1.343              |                    |
|                    | Borod              | comună                       | 3.843              |                    |
|                    | Borș               | comună                       | 3.946              |                    |
|                    | Bratca             | comună                       | 5.158              |                    |
|                    | Brusturi           | comună                       | 3.469              |                    |
|                    | Budureasa          | comună                       | 2.581              |                    |
|                    | Buduslău           | comună                       | 1.907              |                    |
|                    | Bulz               | comună                       | 2.104              |                    |
|                    | Buntești           | comună                       | 4.253              |                    |
|                    | Cefa               | comună                       | 2.272              |                    |
|                    | Ceica              | comună                       | 3.591              |                    |
|                    | Cetariu            | comună                       | 2.165              |                    |
|                    | Cherechiu          | comună                       | 2.416              |                    |
|                    | Chișlaz            | comună                       | 3.135              |                    |
|                    | Ciumeghiu          | comună                       | 4.297              |                    |
|                    | Cociuba Mare       | comună                       | 2.798              |                    |
|                    | Copăcel            | comună                       | 2.297              |                    |
|                    | Criștioru de Jos   | comună                       | 1.354              |                    |
|                    | Curtuișeni         | comună                       | 3.780              |                    |
|                    | Curățele           | comună                       | 2.509              |                    |
|                    | Câmpani            | comună                       | 2.427              |                    |
|                    | Căbești            | comună                       | 1.848              |                    |
|                    | Căpâlna            | comună                       | 1.663              |                    |
|                    | Cărpinet           | comună                       | 1.932              |                    |
|                    | Derna              | comună                       | 2.616              |                    |
|                    | Diosig             | comună                       | 6.816              |                    |
|                    | Dobrești           | comună                       | 5.260              |                    |
|                    | Drăgești           | comună                       | 2.586              |                    |
|                    | Drăgănești         | comună                       | 2.967              |                    |
|                    | Finiș              | comună                       | 3.680              |                    |
|                    | Gepiu              | comună                       | 1.797              |                    |
|                    | Girișu de Criș     | comună                       | 3.588              |                    |
|                    | Hidișelu de Sus    | comună                       | 3.315              |                    |
|                    | Holod              | comună                       | 3.309              |                    |
|                    | Husasău de Tinca   | comună                       | 2.395              |                    |
|                    | Ineu               | comună                       | 4.399              |                    |
|                    | Lazuri de Beiuș    | comună                       | 1.518              |                    |
|                    | Lugașu de Jos      | comună                       | 3.580              |                    |
|                    | Lunca              | comună                       | 2.887              |                    |
|                    | Lăzăreni           | comună                       | 3.233              |                    |
|                    | Mădăras            | comună                       | 2.828              |                    |
|                    | Măgești            | comună                       | 2.717              |                    |
|                    | Nojorid            | comună                       | 5.240              |                    |
|                    | Olcea              | comună                       | 2.773              |                    |
|                    | Oșorhei            | comună                       | 6.532              |                    |
|                    | Paleu              | comună                       | 2.523              |                    |
|                    | Pietroasa          | comună                       | 3.209              |                    |
|                    | Pocola             | comună                       | 1.571              |                    |
|                    | Pomezeu            | comună                       | 2.922              |                    |
|                    | Popești            | comună                       | 7.362              |                    |
|                    | Remetea            | comună                       | 2.906              |                    |
|                    | Rieni              | comună                       | 3.050              |                    |
|                    | Roșia              | comună                       | 2.384              |                    |
|                    | Roșiori            | comună                       | 3.113              |                    |
|                    | Răbăgani           | comună                       | 2.073              |                    |
|                    | Spinuș             | comună                       | 1.285              |                    |
|                    | Suplacu de Barcău  | comună                       | 4.356              |                    |
|                    | Sâmbăta            | comună                       | 1.475              |                    |
|                    | Sâniob             | comună                       | 2.333              |                    |
|                    | Sânmartin          | comună                       | 9.572              |                    |
|                    | Sânnicolau Român   | comună                       | 2.194              |                    |
|                    | Sântandrei         | comună                       | 4.912              |                    |
|                    | Sârbi              | comună                       | 2.609              |                    |
|                    | Săcădat            | comună                       | 1.910              |                    |
|                    | Sălacea            | comună                       | 3.036              |                    |
|                    | Sălard             | comună                       | 4.340              |                    |
|                    | Tarcea             | comună                       | 2.690              |                    |
|                    | Tileagd            | comună                       | 6.968              |                    |
|                    | Tinca              | comună                       | 7.793              |                    |
|                    | Toboliu            | comună                       | 2.088              |                    |
|                    | Tulca              | comună                       | 2.773              |                    |
|                    | Tămășeu            | comună                       | 2.019              |                    |
|                    | Tărcaia            | comună                       | 1.969              |                    |
|                    | Tăuteu             | comună                       | 4.063              |                    |
|                    | Uileacu de Beiuș   | comună                       | 2.050              |                    |
|                    | Vadu Crișului      | comună                       | 4.009              |                    |
|                    | Viișoara           | comună                       | 1.336              |                    |
|                    | Vârciorog          | comună                       | 2.304              |                    |
|                    | Șimian             | comună                       | 3.876              |                    |
|                    | Șinteu             | comună                       | 1.021              |                    |
|                    | Șoimi              | comună                       | 2.543              |                    |
|                    | Șuncuiuș           | comună                       | 3.259              |                    |
|                    | Țețchea            | comună                       | 3.141              |                    |